# Marcipalina ruptisignoides
Marcipalina ruptisignoides är en fjärilsart som beskrevs av Pierre Joseph Pelletier 1978. Marcipalina ruptisignoides ingår i släktet Marcipalina och familjen nattflyn. Inga underarter finns listade i Catalogue of Life.